# 3189 Penza
3189 Penza este un asteroid din centura principală, descoperit pe 13 septembrie 1978 de Nikolai Cernîh.